# Scybalicus
Scybalicus es un  género de coleópteros adéfagos de la familia Carabidae.

## Especies
Comprende las siguientes especies:
- Scybalicus biroi Jedlicka, 1952
- Scybalicus kabylianus Reiche, 1862
- Scybalicus minoricensis J. Vives & E. Vives, 1994
- Scybalicus oblongisculus (Dejean, 1829)